# Seigneurie de Talmont
La seigneurie de Talmont est une ancienne seigneurie localisée dans le Bas-Poitou.
Chaque seigneur de Talmont portait le titre de prince.
Malgré la disparition de la seigneurie à la suite de la Révolution française, le titre de prince de Talmont, est encore porté de manière honorifique.

## Liste des princes de Talmont

### Premiers princes de Talmont (v. 1020-1098)[5]
- v. 1020-1049 : Guillaume Ier de Talmont, dit Guillaume le Chauve, premier prince de Talmont. Il entame la construction du château de Talmont vers 1020 et fonde l'abbaye Sainte-Croix de Talmont vers 1040-1049.
- 1049-v. 1058 : Guillaume II de Talmont, dit Guillaume le Jeune, fils de Guillaume le Chauve.
- v. 1058-v. 1074 : Cadelon, époux d'Asceline ou Agnès, sœur de Guillaume le Jeune[6]. C'est ce prince qui modifie le clocher-porche de l'église pour en faire les bases du donjon de Talmont[2].
- v. 1074-1078 : Normand de Montrevault[6] qui revendiquait la seigneurie en tant qu'époux d'Ameline, fille de Guillaume le Jeune. Cela pose alors des problèmes de succession puisque Asceline étant encore vivante, ses fils Guillaume et Pépin s'opposent aux prétentions de Normand. Le comte-duc Guillaume VIII d'Aquitaine en profite donc pour prendre en mains la seigneurie et donne sa préférence pour Normand qui garde la seigneurie jusqu'à sa mort. Il y place aussi Airaud de Fabriciis et un certain Pierre, fils de Mainard, comme gardiens administrateurs de Talmont[6],[4],[3],[7].
- 1078-1098 : Pépin, fils de Cadelon.

### Famille de Lezay (1098-1145)[5]
- 1098-1112 : Goscelin de Lezay.
- 1112-? : Guillaume de Lezay.
- 1138-1140 : Louis VII le Jeune et Hugues d'Apremont (coseigneur de Talmont).

### Famille de Mauléon (1145-1253)[8]
- 1140-1179 : Elbe de Mauléon, époux d'Eustachie de Lezay, fille de Guillaume de Lezay. Peut-être qu'il était coseigneur de Talmont avec Hugues d'Apremont.
- 1180-1200 : Raoul III de Mauléon et Richard Cœur de Lion.
- 1200-1214 : Guillaume de Mauléon.
- 1214-1233 : Savary de Mauléon.
- 1233-1245 : Louis IX, roi de France, qui avait hérité du Poitou.
- 1245-1253 : Raoul IV de Mauléon, fils de Savary et d'Amable du Bois.

### Vicomtes, puis ducs de Thouars (1253-1794)[9],[10],[11]
- 1253-1258 : Aimery IX de Thouars, vicomte de Thouars.
- 1258-1268 : Renaud Ier de Thouars.
- 1268-1308 : Guy II de Thouars.
- 1308-1332 : Jean Ier de Thouars.
- 1332-11 mars 1334 : Hugues II de Thouars.
- 11 mars 1334-1370 : Louis Ier de Thouars.
- 1370-1383 : Isabeau d'Avaugour, vicomtesse de Thouars.
- 1383-1398 : Tristan Rouault de Boisménard et Péronnelle de Thouars, héritière des terres de la vicomté.
- 1398-1404 : Marguerite de Thouars.
- 1404-1422 : Pierre II d'Amboise, vicomte de Thouars.
- 1422-1469 : Louis d'Amboise, vicomte de Thouars.
- 1470-1472 : Louis XI, roi de France.
- 1472-1486 : Philippe de Commines, seigneur d'Argenton.
- 1486-1525 : Louis II de La Trémoille, vicomte de Thouars.
- 1525-1542 : François de La Trémoille, vicomte de Thouars.
- 1542-1577 : Louis III de La Trémoille, duc de Thouars.
- 1577-1604 : Claude de La Trémoille, duc de Thouars.
- 1604-1674 : Henri Ier de La Trémoille, duc de Thouars.
- 1674-1681 : Louis-Maurice de La Trémoille, comte de Laval.
- 1681-1683 : Charles Belgique-Hollande de La Trémoille, duc de Thouars.
- 1683-1710 : Frédéric-Guillaume de La Trémoille, duc de Châtellerault.
- 1710-1713 : Charles-Louis Bretagne de La Trémoille, duc de Thouars.
- 1713-1739 : Frédéric-Guillaume de La Trémoille, duc de Châtellerault.
- 1739-1759 : Anne-Charles-Frédéric de La Trémoille, duc de Thouars.
- 1759-1792 : Jean-Bretagne-Charles de La Trémoille, duc de Thouars.
- 1792-1794 : Antoine-Philippe de La Trémoille, comte de Laval et baron de Vitré
- 1794-1815 : Charles-Henri-Léopold de La Trémoille, dernier prince de Talmont, mort sans postérité